# Centruroides concordia
Espèce
Centruroides concordia est une espèce de scorpions de la famille des Buthidae.

## Distribution
Cette espèce est endémique du Chiapas au Mexique. Elle se rencontre dans les vallées centrales entre les montañas del Norte et la sierra Madre de Chiapas.

## Description
Les mâles mesurent de 37,1 à 55,9 mm et les femelles de 33,1 à 35,4 mm.

## Systématique et taxinomie
Cette espèce avait été mal identifiée comme étant Centruroides hoffmanni par Goodman, Prendini, Francke et Esposito en 2021.

## Étymologie
Son nom d'espèce lui a été donné en référence au lieu de sa découverte, La Concordia.

## Publication originale
- Armas & Teruel, 2021 : « The correct identity of Centruroides hoffmanni Armas, 1996 (Scorpiones: Buthidae), with the description of a new species from Chiapas, Mexico. » Euscorpius, no 339, p. 1-5 (texte intégral).